# Science-Fiction-Jahr 1992
Übersicht

◄◄ | ◄ | 1988 | 1989 | 1990 | 1991 | Science-Fiction-Jahr 1992 | 1993 | 1994 | 1995 | 1996 | ► | ►►

Weitere Ereignisse

## Ereignisse
- Die Skeptics Society wurde gegründet.